# إرهون أوبانور
إرهون أوبانور (بالإنجليزية: Erhun Obanor) (5 سبتمبر 1995 بنيجيريا - ) هو لاعب كرة قدم نيجيري في مركز الدفاع في نادي الزلفي السعودي. شارك مع منتخب نيجيريا تحت 23 سنة لكرة القدم ومنتخب نيجيريا لكرة القدم. أما مع النوادي، فقد لعب مع النادي الإفريقي وبيندل إنشورانس وMFM F.C. ‏ وأبيا واريورز واحترف في السعودية في نادي العين ونادي الزلفي.

## روابط خارجية
- إرهون أوبانور على موقع قاعدة بيانات كرة القدم.إي يو (الإنجليزية)
- إرهون أوبانور على موقع ناشيونال فوتبول تيمز (الإنجليزية)
- إرهون أوبانور على موقع Soccerway.com (الإنجليزية)
- إرهون أوبانور على موقع عالم كرة القدم.نت (الإنجليزية)